# Božo Starčević
Božo Starčević (Zagreb, 11 de diciembre de 1988) es un deportista croata que compite en lucha grecorromana. Ganó una medalla de bronce en el Campeonato Europeo de Lucha de 2013, en la categoría de 74 kg.
Participó en los Juegos Olímpicos de Río de Janeiro 2016, ocupando el quinto lugar en la categoría de 75 kg.

## Palmarés internacional
| Campeonato Europeo | Campeonato Europeo | Campeonato Europeo | Campeonato Europeo |
| Año                | Lugar              | Medalla            | Categoría          |
| ------------------ | ------------------ | ------------------ | ------------------ |
| 2013               | Tiflis (Georgia)   | Medalla de bronce  | 74 kg              |